# Нурминский (музыкант)
Альбе́рт Аза́тович Шарафутди́нов (тат. Альберт Азат Улы Шәрәфетдинов, род. 1 марта 1994, Нурма, Балтасинский район, Татарстан, Россия), более известный как Нурми́нский, — российский рэп-исполнитель,  предприниматель и основатель музыкального лейбла «Tatlanta Music». Также владеет сетью ресторанов быстрого питания «Зашумел район». Псевдоним взял в честь села, в котором родился (тат. Нурма).

## Биография
Альберт Шарафутдинов родился в селе Нурма Балтасинского района Татарстана. Отец — татарин, мать — русская. Старшего брата зовут Тимур. Отец владел СТО, а мать работала врачом-отоларингологом в районной больнице.
Окончил русскоязычную гимназию в соседнем посёлке Балтаси. По окончании школы поступил в Казанский автотранспортный техникум. Во время учёбы год отслужил в авиационной части ВВС РФ. По окончании техникума предпринимал попытки поступить в строительный институт, однако обе попытки не увенчались успехом.
С детства слушает песни 50 Cent, Эйкона и Эминема.
Осенью 2005 года умер его отец, а в 2014 старший брат.
В 2017 году начал музыкальную карьеру, исполняя песни на татарском языке, однако в конце того же года получил первую широкую известность после выхода песни «Мент». Песня изначально была загружена ВКонтакте исполнителем. Позже, неизвестный загрузил песню на цифровые площадки под своим авторством, которая начала набирать популярность, набрав 8 миллионов просмотров на YouTube. В итоге Нурминский вернул себе авторские права на песню и записал новую версию песни на студии Black Star.
18 сентября 2019 года вышел дебютный студийный альбом «Пацаны с улиц выбиваются в люди» состоящий из 10 треков. В поддержку альбома отправился в гастрольный тур по России.
Снялся в фильме «Статус», в котором играл роль самого себя, а также его песни будут присутствовать в саундтреке к фильму.

## Бизнес
В родном посёлке владеет автосервисом, который унаследовал от отца после его смерти в 2005 году в ДТП.
В январе 2020 году открыл в Казани кафе формата стритфуд «Шаурма на районе», в том же году кафе было признано лучшим в формате стритфуд по версии читателей журнала Enter.

## «Tatlanta Music»
Во время презентации четвёртого студийного альбома «Будем верить» и клипа на песню «24» Нурминский анонсировал новый проект – казанский хип-хоп-лейбл «Tatlanta Music», куда позднее организовал набор молодых исполнителей со всего Татарстана внезависимости от пола и языка их песен.

## Фильмография
| Год  | Название | Роль  |
| ---- | -------- | ----- |
| 2022 | «Статус» | Камео |

## Дискография

### Студийные альбомы
| Название                          | Детали                                                      |
| --------------------------------- | ----------------------------------------------------------- |
| «Пацаны с улиц выбиваются в люди» | - Релиз: 18 сентября 2019 - Лейбл: Media Land               |
| «Дорога в Сити»                   | - Релиз: 25 сентября 2020 - Лейбл: Sony Music Entertainment |
| «Фартовый»                        | - Релиз: 1 марта 2022 - Лейбл: Media Land                   |
| «Будем верить»                    | - Релиз: 22 ноября 2024 - Лейбл: Media Land                 |

### Синглы
| Название                                 | Год  | Высшие позиции в чартах  | Высшие позиции в чартах | Высшие позиции в чартах | Высшие позиции в чартах | Альбом                            |
| Название                                 | Год  | Top Radio & YouTube Hits | Top YouTube Hits        | ВК                      | YouTube Music           | Альбом                            |
| ---------------------------------------- | ---- | ------------------------ | ----------------------- | ----------------------- | ----------------------- | --------------------------------- |
| «Духом не упасть»                        | 2018 | —                        | —                       | —                       | —                       | Внеальбомный сингл                |
| «А мин, А син, А без»                    | 2018 | —                        | —                       | —                       | —                       | Внеальбомный сингл                |
| «Мент на меня газует»                    | 2018 | 119                      | 38                      | —                       | —                       | Внеальбомный сингл                |
| «Дядя Билли»                             | 2018 | —                        | —                       | —                       | —                       | Внеальбомный сингл                |
| «Море»                                   | 2018 | —                        | —                       | —                       | —                       | Внеальбомный сингл                |
| «Джип»                                   | 2018 | —                        | —                       | —                       | —                       | Внеальбомный сингл                |
| «Лайкнул мы сон»                         | 2018 | —                        | —                       | —                       | —                       | Внеальбомный сингл                |
| «Мент»                                   | 2018 | —                        | —                       | —                       | —                       | Внеальбомный сингл                |
| «Ауфф»                                   | 2018 | —                        | —                       | 4                       | 10                      | Внеальбомный сингл                |
| «Мама вылечи»                            | 2018 | —                        | —                       | 23                      | —                       | Внеальбомный сингл                |
| «Уникедэн сон»                           | 2019 | —                        | —                       | —                       | —                       | Внеальбомный сингл                |
| «Уйду с мыслями»                         | 2019 | —                        | —                       | 18                      | —                       | Внеальбомный сингл                |
| «За 105 двор»                            | 2019 | 85                       | 12                      | 16                      | 3                       | Внеальбомный сингл                |
| «Райдер»                                 | 2019 | —                        | —                       | —                       | —                       | Внеальбомный сингл                |
| «Сине Сагынам» (при участии Элвина Грея) | 2019 | —                        | —                       | —                       | —                       | Внеальбомный сингл                |
| «Hине Hағынам» (при участии Элвина Грея) | 2019 | —                        | —                       | —                       | —                       | Внеальбомный сингл                |
| «Как будто в первый раз»                 | 2019 | 18                       | 16                      | —                       | 10                      | Пацаны с Улиц Выбиваются в Люди   |
| «Статус»                                 | 2019 | —                        | —                       | —                       | —                       | «Пацаны с улиц выбиваются в люди» |
| «Суета»                                  | 2020 | —                        | —                       | —                       | —                       | Внеальбомный сингл                |
| «Лая»                                    | 2020 | —                        | —                       | —                       | —                       | Внеальбомный сингл                |
| «А я еду в порш»                         | 2020 | —                        | —                       | —                       | 5                       | Внеальбомный сингл                |
| «Зашумел район»                          | 2020 | —                        | —                       | —                       | 17                      | Внеальбомный сингл                |
| «Black Guard»                            | 2020 | —                        | —                       | —                       | —                       | Внеальбомный сингл                |
| «Бро не женись пока нет»                 | 2020 | —                        | —                       | —                       | —                       | Внеальбомный сингл                |
| «Я помню»                                | 2020 | —                        | —                       | —                       | —                       | Внеальбомный сингл                |
| «Уходя гасите всех»                      | 2020 | —                        | —                       | —                       | —                       | Внеальбомный сингл                |
| «Руки на стол» (при уч. Витя АК)         | 2021 | —                        | —                       | —                       | —                       | Внеальбомный сингл                |
| «Белый 500»                              | 2021 | —                        | —                       | —                       | —                       | Внеальбомный сингл                |
| «Летаем по облакам»                      | 2021 | —                        | —                       | —                       | —                       | Внеальбомный сингл                |
| «AMC Fight Nights»                       | 2021 | —                        | —                       | —                       | —                       | Внеальбомный сингл                |
| «Шухер»                                  | 2021 | —                        | —                       | —                       | —                       | Внеальбомный сингл                |
| «Фартовый»                               | 2022 | —                        | —                       | —                       | —                       | Внеальбомный сингл                |
| «Я самый плохой»                         | 2022 | —                        | —                       | —                       | —                       | Внеальбомный сингл                |
| «Alhamdulillah»                          | 2022 | —                        | —                       | —                       | —                       | Внеальбомный сингл                |
| «Солнцем греется душа»                   | 2022 |                          |                         |                         |                         |                                   |
| «Очи»                                    | 2023 |                          |                         |                         |                         |                                   |
| «Катится»                                | 2023 |                          |                         |                         |                         |                                   |
| «На блате»                               | 2023 |                          |                         |                         |                         |                                   |
| «По городам»                             | 2023 |                          |                         |                         |                         |                                   |
| «Туган Тел»                              | 2023 |                          |                         |                         |                         |                                   |
| «Pump»                                   | 2023 |                          |                         |                         |                         |                                   |
| «Босиком»                                | 2024 |                          |                         |                         |                         |                                   |
| «Lada»                                   | 2024 | —                        | —                       | —                       | —                       | Внеальбомный сингл                |
| «Ставим на всё»                          | 2024 |                          |                         |                         |                         |                                   |
| «Кайттым»                                | 2025 |                          |                         |                         |                         |                                   |
| «Миражи»                                 | 2025 |                          |                         |                         |                         |                                   |

### Другие песни в чартах
| Название | Год  | Высшие позиции в чартах  | Высшие позиции в чартах | Высшие позиции в чартах | Высшие позиции в чартах | Альбом                            |
| Название | Год  | Top Radio & YouTube Hits | Top YouTube Hits        | ВК                      | YouTube Music           | Альбом                            |
| -------- | ---- | ------------------------ | ----------------------- | ----------------------- | ----------------------- | --------------------------------- |
| «Валим»  | 2019 | 21                       | 9                       | 7                       | 10                      | «Пацаны с улиц выбиваются в люди» |

### Гостевое участие
| Название         | Год  | Исполнитель | Альбом        |
| ---------------- | ---- | ----------- | ------------- |
| «Мы не с центра» | 2019 | Честный     | «Трогаю небо» |

## Видеография
- «Лайкнулмы сон» (2018)
- «Мент на меня газует» (2018)
- «Ауф» (2019)
- «Мама вылечи» (2019)
- «За 105 двор» (2019)
- «Как будто в первый раз» (2019)
- «Валим» (2019)
- «Держи удар» (2019)
- «Лая» (2020)
- «А я еду в порш» (2020)
- «Black Guard» (2020)
- «Начинается сезон» (2020)
- «Я помню» (2020)
- «Уходя гасите всех» (2020)
- «AMC Fight Nights» (2021)
- «Шухер» (2021)
- «Белый 500» (2021)
- «Выстрел» (2022)
- «Очи» (2023)
- «Катится» (2023)
- «Ставим на всё» (2024)
- «24» (2024)